# Bisdom Popokabaka
Het bisdom Popokabaka (Latijn: Dioecesis Popokabakaensis) is een rooms-katholiek bisdom in Congo-Kinshasa met als zetel Popokabaka (provincie Kwango). Het is een suffragaan bisdom van het aartsbisdom Kinshasa en het werd opgericht in 1961 door afsplitsing van het bisdom Kisantu. De eerste bisschop was Pierre Bouckaert, S.J.. In 2016 telde het bisdom 19 parochies. Het bisdom heeft een oppervlakte van 45.000 km2 en telde in 2016 1.333.000 inwoners waarvan 48,3% rooms-katholiek was. Het omvat de territoria van Popokabaka, Kasongo-Lunda en een deel van de territoria van Kenge en Kahemba. Het bisdom grenst aan de Congolese bisdommen van Kenge, Kikwit en Kisantu en de Angolese bisdommen Malange en Saorimo. 

## Geschiedenis
De jezuïeten waren als eersten actief in het gebied van het huidige bisdom. In 1939 kwamen er vijf zusters van de Congregatie van de Zusters van Maria van Nederbrakel naar Ngoa, de toenmalige naam van Popokabaka. Ze richtten er een materniteit, een hospitaal en een school op. In 1948 werd er een tweede missiepost opgericht door deze congregatie in Dinga, met een materniteit, dispensarium en school. Op vraag van bisschop Bouckaert werd er in 1967 een noviciaatsopleiding gestart voor Congolese postulanten. De congregatie veranderde toen haar naam naar Zusters van Maria van Nederbrakel en Popokabaka. In 1975 werd de missiepost van Dinga verlaten door de missiezusters en de jezuïeten, maar in 1982 keerden de zusters er terug. Andere congregaties die actief waren in het huidige bisdom waren de Franciscanessen Missionarissen van Maria en de Spaanse Missiezusters van Jésus-Christ.

## Bisschoppen
- Pierre Bouckaert, S.J. (1961-1979)
- André Mayamba Mabuti Kathongo (1979-1993)
- Louis Nzala Kianza (1996-2020)
- Bernard Marie Fansaka Biniama (2020–...)